# Столп'є
Столп'є (або Столпє, пол. Stołpie) — село в Польщі, у гміні Холм Холмського повіту Люблінського воєводства. Населення — 170 осіб (2011).

## Історія
На місті села був оборонний город Галицько-Волинського князівства, ймовірно закладений за часів князювання Романа Мстиславовича. Від нього у Столп'є збереглася мурована вежа XI—XIII століть висотою 19,5 метрів.
1440 року вперше згадується православна церква в селі.
За даними етнографічної експедиції 1869—1870 років під керівництвом Павла Чубинського, у селі здебільшого проживали греко-католики, які розмовляли українською мовою.
У 1921 році село входило до складу гміни Став Холмського повіту Люблінського воєводства Польської Республіки.
У 1975—1998 роках село належало до Холмського воєводства.

## Населення
Станом на 10 вересня 1921 року в селі налічувалося 27 будинків та 180 мешканців, з них:
- 80 чоловіків та 100 жінок;
- 155 православних, 16 римо-католиків, 9 юдеїв;
- 154 українці, 26 поляків.

Демографічна структура станом на 31 березня 2011 року:
|          | Загалом | Допрацездатний вік | Працездатний вік | Постпрацездатний вік |
| -------- | ------- | ------------------ | ---------------- | -------------------- |
| Чоловіки | 82      | 18                 | 56               | 8                    |
| Жінки    | 88      | 24                 | 46               | 18                   |
| Разом    | 170     | 42                 | 102              | 26                   |